# Studio Ghibli
Studio Ghibli (株式会社スタジオジブリ, Kabushiki-gaisha Sutajio Jiburi) is een Japanse filmstudio die verantwoordelijk is voor een groot aantal anime-films. Het bedrijf is gevestigd in Koganei, Tokio en werd opgericht in 1985.

## Naam
De naam Ghibli is afgeleid van de bijnaam die de Italianen gaven aan de vliegtuigen waarmee ze in de Tweede Wereldoorlog verkenningsvluchten boven de Sahara uitvoerden. Deze naam is weer afgeleid van de Libische wind die van zuid naar noord door de woestijn waait, vergelijkbaar met de sirocco. De reden waarom deze naam werd gekozen is omdat ze met de studio een nieuwe wind wilden laten blazen door de anime-industrie.
Alhoewel het Italiaanse woord wordt uitgesproken met een keelklank /g/ als in het Engelse woord good, begint de naam van de studio met de Japanse letter /ji/, die wordt uitgesproken als in 'Jim'. Dit is in principe een "foutje" van Hayao Miyazaki die de naam bedacht.

## Logo
Het logo van de studio is Totoro, een van de bekendste tekenfiguren uit de film My Neighbor Totoro die in 1988 uitgebracht werd. Totoro heeft in Japan ook de betekenis Obake, wat gedaante veranderende wezens zijn uit de Japanse folklore. Door de grote populariteit van zowel de studio als het personage Totoro zijn overal in Japan verschillende marketingproducten te vinden met de beeltenis van Totoro zoals knuffels, speeltjes en bandjes voor mobiele telefoons.
Ook in het Studio Ghibli museum zijn Totoro’s overal te vinden. Bij de ingang staat een levensgroot exemplaar en er zijn nog meer verwerkt in de glas-in-loodramen. In de stroboscopische draaimolen vindt men er drie die bewegen en in de ontwerpkamer kan men niet enkel voorontwerpen van de film My Neighbor Totoro maar ook Totoro-haar bezichtigen.

## Geschiedenis

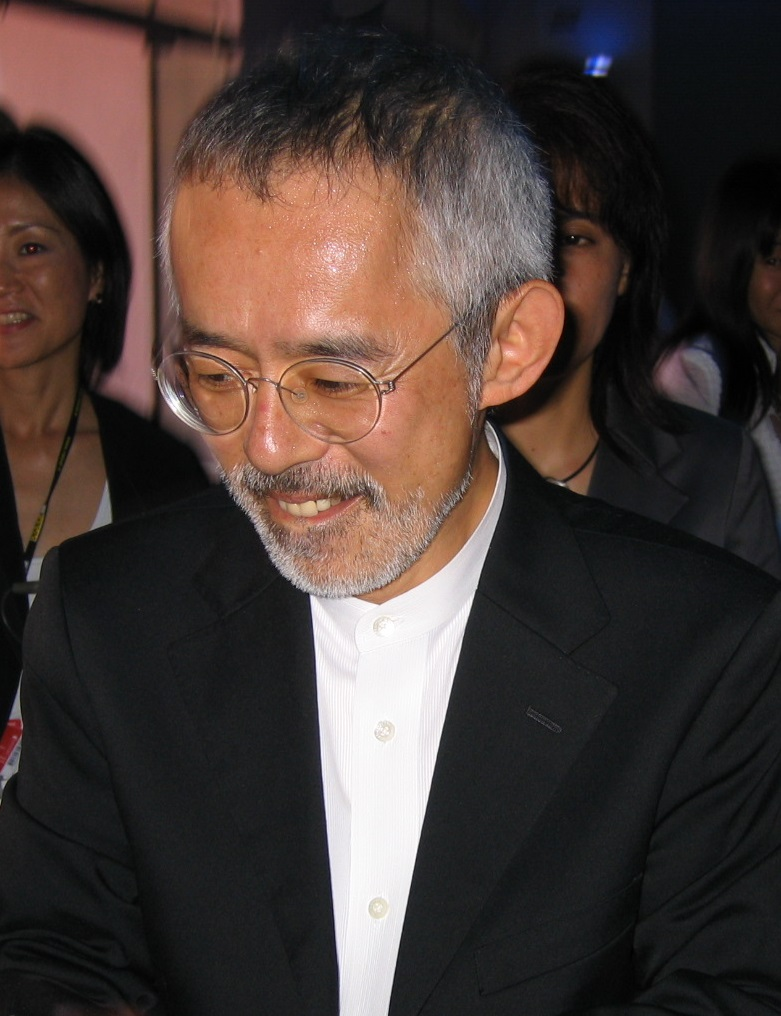
Toshio Suzuki

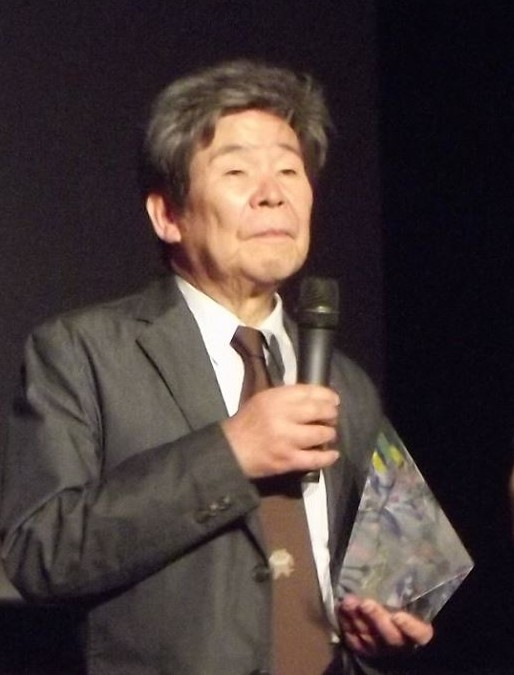
Isao Takahata

### Oprichting
Studio Ghibli werd als dochteronderneming van Tokuma Shoten opgericht door Hayao Miyazaki, Toshio Suzuki en Isao Takahata in 1985. Daarvoor werkten ze alle drie in een animatiestudio genaamd Topcraft die in 1985 failliet ging. Ze kochten het bedrijf op en veranderden de naam naar Studio Ghibli.
De opbrengsten van de film Nausicaä of the Valley of the Wind hebben de oprichting van het bedrijf mogelijk gemaakt. Hoewel deze animatiefilm nog voor de oprichting van de studio gemaakt werd, is hij nog steeds opgenomen in het repertoire.

### Jaren 80
Omdat in de beginjaren de toekomst van de studio nog onzeker was, stelde Takahata verschillende normen op om de kosten bij het ontwikkelen van de films zo laag mogelijk te houden. Zo werden enkel parttimemedewerkers ingehuurd en werd ieder team, dat ongeveer uit zeventig werknemers bestond, na het afwerken van iedere film ontbonden. Ondertussen werden de kosten nog meer gedrukt door slechts één verdieping in een gebouw in Kichijoji, een buitenwijk van Tokio, af te huren.
In 1988 werden de films My Neighbor Totoro en Grave of the Fireflies gelijktijdig op de markt gebracht. De film Castle in the Sky, die twee jaar eerder gemaakt werd, had 775.000 mensen naar de cinema gelokt waardoor de lat direct hoog lag voor de volgende werken. Het produceren van deze twee films zorgde voor een grote druk bij de werknemers omdat ze de kwaliteit van beide films niet wilden verwaarlozen.
De film Totoro werd zo populair bij het publiek dat er een nieuwe markt openging voor Studio Ghibli: namelijk het verkopen van speelgoed en knuffels. Dit zorgde voor meer opbrengsten maar voor Miyazaki, Takahata en Suzuki kwam het maken van de films nog steeds op de eerste plaats en dus bleven ze zich vooral daarop concentreren.
Het succes van de film Totoro was echter niet te vergelijken met die van Kiki's vliegende koeriersdienst, die uitkwam in 1989. Ongeveer 2,64 miljoen mensen zagen deze film en Studio Ghibli won er 15 prijzen mee, waaronder Animage's Anime Grand Prix. Door een samenwerking met Walt Disney Studio Entertainment kon de film wereldwijd uitgebracht worden en zo een nog groter publiek bereiken.

### Jaren 90
In 1991 kwam er een nieuw beleid in de studio: de salarissen werden verhoogd en er werden vaste werknemers aangenomen. Dankzij het succes van de studio en het nieuwe beleid konden zij zich meer concentreren op het adverteren van haar films en het productiebudget verhogen waardoor de kwaliteit beter werd.
In hetzelfde jaar kwam de film Porco Rosso uit. Die werd gefinancierd door Japan Airlines die deze tijdens korte vluchten aan boord wilde vertonen en om deze reden is de tekst van de intro naar tien talen vertaald. In de film komt het vliegtuig waarnaar Studio Ghibli vernoemd is ook voor. Tijdens het maken van Porco Rosso startte Miyazaki de plannen om naar een nieuwe studio te verhuizen maar dit gebeurde uiteindelijk pas nadat de film uitkwam.
Verschillende bedrijven zoals 20th Century Fox en Time Warner hadden de studio gecontacteerd over een overeenkomst over de distributierechten van Studio Ghibli’s films. De studio wou hier enkel mee instemmen als er niets uit de films geknipt zou worden. Alleen Disney wou aan deze eis voldoen en dus waren zij degenen die in 1996 de distributierechten van verschillende Studio Ghibli films kregen. Veel critici dachten dat Miyazaki 'zijn ziel' had verkocht aan Walt Disney omdat hij voorheen wantrouwen had in diens producties. Maar Miyazaki antwoordde hierop dat hij een onderscheid maakte tussen het produceren van films en de distributie ervan en dat deze deal ervoor zou zorgen dat de films meer bekendheid in het buitenland zouden verwerven.
De belangrijkste film die de studio produceerde in de jaren 90 was zonder twijfel Prinses Mononoke. Ook al was er al eerder computeranimatie gebruikt bij de film Pompoko uit 1994, Prinses Mononoke was de eerste film waarbij dit voor meerdere scènes gebruikt werd. Bovendien is het de enige door Miyazaki geregisseerde film die geen vliegtuigscène heeft. Toen deze film in 1997 uitkwam bracht die 10 miljard yen op en werd de derde populairste animatiefilm in Japan, na Spirited Away en Howl's Moving Castle. Opnieuw was de protagonist van dit verhaal een sterke vrouw en was het centrale thema “natuur en de mens”, iets wat vaker terugkomt in andere Studio Ghibli films.
Ondertussen ontstond een nauwe samenwerking met het magazine Animage, dat ook gepubliceerd werd door Tokuma.

### Jaren 2000
In 2001 ging het Studio Ghibli museum open en werd de film Spirited Away uitgebracht. Spirited Away, waarvan verschillende personages op personen die Miyazaki kent gebaseerd zijn, lokte meer kijkers dan Titanic naar de Japanse bioscopen en was tegen 2001 door een zesde van de Japanse bevolking bekeken. In Japan zelf bracht de film 30,4 miljard yen op en wereldwijd kreeg deze ongeveer 30 nominaties en prijzen waaronder een Oscar voor beste animatiefilm en een Gouden Beer op het internationaal filmfestival van Berlijn in 2002. Dit bezorgde de studio meer internationale faam dan ooit.
In 2005 is Studio Ghibli niet langer een dochteronderneming van Tokuma en verhuist naar Koganei in Tokio.
Miyazaki's zoon, Goro Miyazaki, regisseerde in 2006 zijn eerste film voor Ghibli genaamd Tales from Earthsea. Hij nam verder in 2011 de regie over From Up on Poppy Hill en in 2014 van de animeserie Ronja de roversdochter, die uit 26 afleveringen bestaat.
In 2008 trad Toshio Suzuki af als president van de studio, een positie die hij sinds 2005 bekleedde. De reden hiervoor was dat hij zelf meer wilde kunnen werken aan films in plaats van enkel leiding geven aan medewerkers. Suzuki gaf de positie aan Koji Hoshino omwille van de hulp die hij van hem had gekregen bij het verkopen van de films sinds 1996.

### Jaren 2010
Op 6 september 2013 kondigde Koji Hoshino tijdens een persconferentie in Venetië aan dat Hayao Miyazaki met pensioen zou gaan en op 3 augustus 2014 kondigde de studio aan dat ze tijdelijk de productie stil zouden leggen om opnieuw haar positie te bepalen in het licht van de pensionering van Miyazaki.
In 2016 werd door Studio Ghibli in co-productie met de Europese filmdistributeur Wild Bunch de door de Brits-Nederlandse animator Michael Dudok de Wit geregisseerde film The Red Turtle uitgebracht.
Koji Hoshino werd in november 2017 vervangen door Kiyofumi Nakajima als nieuwe bestuursvoorzitter van Studio Ghibli.
Goro Miyazaki regisseerde in 2020 de film Aya and the Witch, een film die volledig met 3D computergraphics is gemaakt. De film ontving vooral negatieve recensies.
Het amusementspark Ghibli Park opende op 1 november 2022 en bestaat uit attracties gebaseerd op verschillende Ghibli-films. Het amusementspark ligt in Nagakute, een stad in de prefectuur Aichi en is ruim 7 hectare groot.
Hayao Miyazaki keerde in 2017 terug van zijn pensionering om nog een film te schrijven en regisseren voor Ghibli. De film kwam uit op 14 juli 2023 onder de titel The Boy and the Heron.

## Disney en Tokuma
Op 23 juni 1996 sloten Disney en Tokuma een overeenkomst waardoor Disney negen films van Studio Ghibli internationaal, behalve in andere Aziatische landen dan Japan, op de markt mocht brengen. Hetzelfde deed Disney voor drie films van Daiei - eveneens een dochteronderneming van Tokuma. Dit contract werd gesloten omdat het bedrijf New World Pictures een heel slechte nagesynchroniseerde versie van Nausicaä had gemaakt en Studio Ghibli een dergelijke situatie wilde vermijden. Disney mocht niets veranderen aan de muziek of de scènes zonder toestemming te vragen maar mocht de films wel nagesynchroniseren om ze toegankelijker te maken voor het internationale publiek. In ruil voor de distributierechten betaalde Disney tien procent van de productiekosten. Toch bleven verschillende mensen aandringen dat er wel degelijk zou moeten worden geknipt in de animatiefilms. Hayao Miyazaki zou Harvey Weinstein, die berucht was wegens het inkorten van andermans films, een katana hebben opgestuurd met daarbij het simpele bericht "no cuts".

## Muziek
Veel van de muziek voor Ghibli's films is gecomponeerd door Joe Hisaishi, die ruim 30 jaar met Miyazaki samenwerkte. Tijdens de composities maakt Hisaishi gebruik van een storyboard om een fotoalbum samen te stellen, dat daarna wordt verwerkt in de soundtrack voor de film. Hisaishi's muziek bevat elementen uit de barok, jazz en modaliteit. Een ander kenmerk van Hisaishi's muziek is het gebruik van een leidmotief, een terugkerend muzikaal thema, om een figuur of situatie herkenbaar te maken in de films.

## Filmografie

### Films
| Jaar | Titel                                                                    | Regisseur            | Producent                                                                        | Scenario                                                                |
| ---- | ------------------------------------------------------------------------ | -------------------- | -------------------------------------------------------------------------------- | ----------------------------------------------------------------------- |
| 1984 | Nausicaä of the Valley of the Wind (Kaze no Tani no Naushika) pre-Ghibli | Hayao Miyazaki       | Toshio Suzuki                                                                    | Hayao Miyazaki                                                          |
| 1986 | Castle in the Sky (Tenkuu no Shiro Rapyuta)                              | Hayao Miyazaki       | Isao Takahata                                                                    | Hayao Miyazaki                                                          |
| 1988 | Grave of the Fireflies (Hotaru no Haka)                                  | Isao Takahata        | Toru Hara                                                                        | Isao Takahata (boek: Akiyuki Nosaka)                                    |
| 1988 | My Neighbor Totoro (Tonari no Totoro)                                    | Hayao Miyazaki       | Toru Hara                                                                        | Hayao Miyazaki                                                          |
| 1989 | Kiki's vliegende koeriersdienst (Majo no Takkyūbin)                      | Hayao Miyazaki       | Toru Hara, Hayao Miyazaki                                                        | Hayao Miyazaki                                                          |
| 1991 | Only Yesterday (Omoide Poro Poro)                                        | Isao Takahata        | Hayao Miyazaki, Toshio Suzuki                                                    | Isao Takahata                                                           |
| 1992 | Porco Rosso (Kurenai no Buta)                                            | Hayao Miyazaki       | Toshio Suzuki                                                                    | Hayao Miyazaki                                                          |
| 1993 | I Can Hear the Sea (Umi ga Kikoeru, of Ocean Waves)                      | Tomomi Mochizuki     | Nozomu Takahashi, Toshio Suzuki, Seiji Okuda                                     | Keiko Niwa                                                              |
| 1994 | Pompoko (Heisei Tanuki Gassen Ponpoko)                                   | Isao Takahata        | Toshio Suzuki                                                                    | Isao Takahata                                                           |
| 1995 | Whisper of the Heart (Mimi wo Sumaseba)                                  | Yoshifumi Kondo      | Toshio Suzuki                                                                    | Hayao Miyazaki                                                          |
| 1997 | Prinses Mononoke (Mononoke Hime)                                         | Hayao Miyazaki       | Toshio Suzuki                                                                    | Hayao Miyazaki                                                          |
| 1999 | My Neighbors the Yamadas (Houhokekyo Tonari no Yamada-kun)               | Isao Takahata        | Toshio Suzuki                                                                    | Isao Takahata                                                           |
| 2001 | Spirited Away: De reis van Chihiro (Sen to Chihiro no Kamikakushi)       | Hayao Miyazaki       | Toshio Suzuki                                                                    | Hayao Miyazaki                                                          |
| 2002 | The Cat Returns (Neko no Ongaes)                                         | Hiroyuki Morita      | Toshio Suzuki, Nozomu Takahashi                                                  | Reiko Yoshida                                                           |
| 2004 | Howl's Moving Castle (Hauru no Ugoku Shiro)                              | Hayao Miyazaki       | Toshio Suzuki                                                                    | Hayao Miyazaki (boek: Dianna Wynne Jones)                               |
| 2006 | Tales from Earthsea (Gedo Senki)                                         | Gorō Miyazaki        | Toshio Suzuki                                                                    | Gorō Miyazaki, Keiko Niwa (boek: Ursula K. Le Guin)                     |
| 2008 | Ponyo (Gake no Ue no Ponyo)                                              | Hayao Miyazaki       | Toshio Suzuki                                                                    | Hayao Miyazaki                                                          |
| 2010 | Arrietty the Borrower (Karigurashi no Arietti)                           | Hiromasa Yonebayashi | Toshio Suzuki                                                                    | Hayao Miyazaki, Keiko Niwa (boek: Mary Norton)                          |
| 2011 | From Up on Poppy Hill (Kokuriko-Zaka Kara)                               | Gorō Miyazaki        | Toshio Suzuki                                                                    | Hayao Miyazaki, Keiko Niwa                                              |
| 2013 | The Wind Rises (Kaze Tachinu)                                            | Hayao Miyazaki       | Toshio Suzuki                                                                    | Hayao Miyazaki                                                          |
| 2013 | The Tale of the Princess Kaguya (Kaguyahime no monogatari)               | Isao Takahata        | Yoshiaki Nishimura, Toshio Suzuki, Seiichiro Ujiie                               | Isao Takahata                                                           |
| 2014 | When Marnie Was There (Omoide no Mânî)                                   | Hiromasa Yonebayashi | Yoshiaki Nishimura, Toshio Suzuki                                                | Keiko Niwa, Masashi Andō, Hiromasa Yonebayashi (boek: Joan G. Robinson) |
| 2016 | The Red Turtle (Reddo Tātoru: Aru Shima no Monogatari)                   | Michaël Dudok de Wit | Toshio Suzuki, Vincent Maraval, Pascal Caucheteux, Grégoire Sorlat, Léon Perahia | Michaël Dudok de Wit, Pascale Ferran                                    |
| 2020 | Aya and the Witch (Āya to Majo)                                          | Gorō Miyazaki        | Toshio Suzuki                                                                    | Keiko Niwa, Emi Gunji                                                   |
| 2023 | The Boy and the Heron (Kimitachi wa Dō Ikiru ka? (How Do You Live?))     | Hayao Miyazaki       | Toshio Suzuki                                                                    | Hayao Miyazaki                                                          |

### Korte films
- 2000: Ghiblies
- 2001: The Whale Hunt
- 2001: Guru Guru
- 2002: Kūsō no Kikaitachi no Naka no Hakai no Hatsumei
- 2002: Ghiblies episode 2
- 2002: Koro's big day out
- 2002: Imaginary flying machines
- 2002: Mei and the kittenbus
- 2005: Looking for a home
- 2005: The day I raised/harvested a planet
- 2005: Water spider monmon
- 2006: The night of Taneyamagahara
- 2007: Iblard Jikan
- 2009: The theory of evolution
- 2010: A Sumo Wrestler's Tail Chu zumo
- 2010: Mr. Dough and the egg princess
- 2011: The treasure hunt
- 2013: Giant God warrior appears in Tokyo
- 2018: Boro the Caterpillar
- 2022: Zen – Grogu and Dust Bunnies